# Glenn Ford
 (mars 2019).
Si vous disposez d'ouvrages ou d'articles de référence ou si vous connaissez des sites web de qualité traitant du thème abordé ici, merci de compléter l'article en donnant les références utiles à sa vérifiabilité et en les liant à la section « Notes et références ».
Pour les articles homonymes, voir Ford (homonymie).
Glenn Ford, né Gwyllyn Samuel Newton Ford, est un acteur américain d'origine  québécoise, né le 1er mai 1916 à Sainte-Christine-d'Auvergne, petite municipalité située non loin de la ville de Québec (province de Québec), dans l'Est du Canada, et mort le 30 août 2006 à Beverly Hills (État de Californie) aux États-Unis.

## Biographie
Alors qu'il est âgé de huit ans, sa famille s'installe à Venice en Californie. La médecine l'attire, mais bientôt le théâtre va occuper tout son temps. Il participe à des tournées sur la côte ouest.
C'est la Columbia Pictures qui le fait débuter au cinéma en 1939, date à laquelle il obtient sa citoyenneté américaine. Dans l'emploi de jeune premier séduisant, il participe à des films de série B, des westerns et des films d'action.
Sa carrière est interrompue par la Seconde Guerre mondiale. Engagé volontaire dans le corps des Marines en 1942, il sert dans le Pacifique mais aussi en France. Marié avec l'actrice Eleanor Powell en 1943, il est démobilisé l'année suivante.
Peu après son retour, il trouve en 1946 dans le rôle de Johnny Farell (Gilda), aux côtés de Rita Hayworth, le premier succès de sa carrière cinématographique. Il enchaîne alors les films, notamment des westerns, dont ceux de Delmer Daves ou des films noirs, à l'image de Règlement de comptes de Fritz Lang.
Dans les années 1970, sa carrière le pousse davantage vers les rôles à la télévision. Il joue dans le feuilleton télé Sam Cade, série dans laquelle il incarne un shérif en jeep. Il interprète également le rôle de Jonathan Kent, père de Clark Kent, dans le film Superman de Richard Donner.
Le festival du cinéma américain de Deauville lui a rendu hommage, en sa présence, en 1980. Dans un épisode de l'émission de téléréalité Pawn stars, il est question d'un tableau ayant appartenu à Glenn Ford et qui porterait au dos un texte écrit par l'acteur, relatant une liaison avec Marilyn Monroe.
Ford a pris sa retraite en 1991 à 75 ans en raison de problèmes cardiaques et circulatoires. Il a subi une série d'accidents vasculaires cérébraux mineurs qui l'ont laissé dans une santé fragile au cours des années précédant sa mort. Il est décédé à son domicile de Beverly Hills le 30 août 2006, à l'âge de 90 ans.

## Filmographie

### Cinéma

#### Années 1930
- 1937 : Night in Manhattan (en) de Herbert Moulton (en)
- 1939 : Heaven with a Barbed Wire Fence (en) de Ricardo Cortez : Joe
- 1939 : My Son Is Guilty de Charles Barton : Barney
- 1940 : Convicted Woman (en) de Nick Grinde : Jim Brent (reporter)

#### Années 1940
- 1940 : Hommes sans âme (en) (Men Without Souls) de Nick Grinde : Johnny Adams
- 1940 : Babies for Sale (en) de Charles Barton : Steve Burton alias Oscar Hanson
- 1940 : The Lady in question de Charles Vidor : Pierre Morestann
- 1940 : Blondie Plays Cupid (en) de Frank R. Strayer : Charlie
- 1941 : Ainsi finit notre nuit (So Ends Our Night) de John Cromwell : Ludwig Kern
- 1941 : Texas, de George Marshall : Tod Ramsey
- 1941 : La Danseuse du Far West (en) (Go West, Young Lady) de Frank R. Strayer : Sheriff Tex Miller
- 1942 : Les Aventures de Martin Eden (en) (The Adventures of Martin Eden) de Sidney Salkow : Martin Eden
- 1942 : Flight Lieutenant (en) de Sidney Salkow : Danny Doyle
- 1943 : Les Desperados (The Desperadoes) de Charles Vidor : Cheyenne Rogers
- 1943 : Destroyer de William A. Seiter : Mickey Donohue
- 1943 : Guadalcanal (Guadalcanal Diary) de Lewis Seiler
- 1946 : Gilda de Charles Vidor : Johnny Farrell / Narrateur
- 1946 : La Voleuse (A Stolen Life) de Curtis Bernhardt : Bill Emerson
- 1946 : Ses premières ailes (Gallant Journey) de William A. Wellman : John J. Montgomery
- 1947 : Traquée (Framed) de Richard Wallace : Mike Lambert
- 1948 : Une femme sans amour (The Mating of Millie) de Henry Levin : Doug Andrews
- 1948 : Les Amours de Carmen (The Loves of Carmen) de Charles Vidor : Don José Lizarabengoa
- 1948 : Sa dernière foulée (en) (The Return of October) de Joseph H. Lewis : le professeur Bentley Bassett Jr.
- 1948 : La Peine du talion (The Man from Colorado) de Henry Levin : Col. Owen Devereaux
- 1949 : Le Maître du gang (The Undercover Man) de Joseph H. Lewis) : Frank Warren
- 1949 : Le Démon de l'or (Lust for Gold) de S. Sylvan Simon : Jacob Walz (Dutch)
- 1949 : Cinq Millions dans une poubelle (Mr. Soft Touch) de Gordon Douglas et Henry Levin : Joe Miracle
- 1949 : Corps et âme (The Doctor and the Girl) de Curtis Bernhardt : Dr Michael Corday

#### Années 1950
- 1950 : La Tour blanche (The White Tower) de Ted Tetzlaff : Martin Ordway
- 1950 : La loi des bagnards (en) (Convicted) de Henry Levin : Joe Hufford
- 1950 : L'Engin fantastique (The Flying Missile) de Henry Levin
- 1951 : The Redhead and the Cowboy (en) de Leslie Fenton : Gil Kyle
- 1951 : À l'assaut de la gloire (Follow the sun) de Sidney Lanfield : Ben Hogan
- 1951 : L'Énigme du lac noir (The Secret of Convict Lake) de Michael Gordon : Jim Canfield
- 1951 : L' homme du Missouri : Gil Kyle
- 1952 : Le Gantelet vert (The Green Glove) de Rudolph Maté : Michael Blake
- 1952 : Un garçon entreprenant (Young Man with Ideas) de Mitchell Leisen : Maxwell Webster
- 1952 : L'Affaire de Trinidad (Affair in Trinidad) de Vincent Sherman : Steve Emery
- 1953 : Cinq Heures de terreur (Time Bomb) de Ted Tetzlaff : Peter Lyncort
- 1953 : Le Déserteur de Fort Alamo (The man from Alamo) de Budd Boetticher : John Stroud
- 1953 : Les Pillards de Mexico (Plunder of the Sun), de John Farrow : Al Colby
- 1953 : Règlement de comptes (The Big Heat) de Fritz Lang : Sergent Dave Bannion
- 1953 : Les Révoltés de la Claire-Louise (Appointment in Honduras) de Jacques Tourneur : Jim Corbett
- 1954 : City Story : Narrateur
- 1954 : Désirs humains (Human Desire) : Jeff Warren
- 1955 : Rendez-vous sur l'Amazone (The Americano) de William Castle : Sam Dent
- 1955 : Le Souffle de la violence (The Violent Men) de Rudolph Maté : John Parrish
- 1955 : Graine de violence (Blackboard Jungle) de Richard Brooks : Richard Dadier
- 1955 : Mélodie interrompue (Interrupted Melody) de Curtis Bernhardt : Dr Thomas King
- 1955 : Le Procès (Trial) de Mark Robson : David Blake
- 1956 : La Rançon (Ransom !) : David G. Stannard
- 1956 : L'Homme de nulle part (Jubal) de Delmer Daves : Jubal Troop
- 1956 : La première balle tue (The Fastest Gun Alive) de Russell Rouse : George Kelby / George Temple
- 1956 : La Petite Maison de thé (The Teahouse of the August Moon) de Daniel Mann : le capitaine Fisby
- 1957 : 3 h 10 pour Yuma (3:10 to Yuma) de Delmer Daves : Ben Wade
- 1957 : Prenez garde à la flotte (Don't Go Near the Water) de Charles Walters : Lt. Max Siegel
- 1958 : Cow-boy (Cowboy) de Delmer Daves : Tom Reese
- 1958 : La Vallée de la poudre (The Sheepman) de George Marshall : Jason Sweet
- 1958 : Le Général casse-cou (Imitation general) de George Marshall : MSgt. Murphy Savage
- 1958 : La Dernière Torpille (Torpedo Run) de Joseph Pevney : Lt. Cmdr. Barney Doyle
- 1959 : Tout commença par un baiser (It Started with a Kiss) de George Marshall : Sgt. Joe Fitzpatrick
- 1959 : Un mort récalcitrant (The Gazebo) de George Marshall : Elliott Nash

#### Années 1960
- 1960 : La Ruée vers l'Ouest (Cimarron) de Anthony Mann : Yancey 'Cimarron' Cravat (éditeur, 'Oklahoma Wigwam')
- 1961 : Opération Geishas (Cry for Happy) de George Marshall : CPO Andy Cyphers
- 1961 : Milliardaire pour un jour (Pocketful of Miracles) de Frank Capra: Dave the Dude Conway
- 1962 : Les Quatre Cavaliers de l'Apocalypse (Four Horsemen of the Apocalypse) de Vincente Minnelli : Julio Desnoyers
- 1962 : Allô, brigade spéciale (Experiment in Terror) de Blake Edwards : John Ripley (Rip)
- 1963 : Il faut marier papa (The Courtship of Eddie's Father) de Vincente Minnelli : Tom Corbett
- 1963 : Le Grand Duc et l'Héritière (Love Is a Ball) de David Swift : John L. Davis
- 1964 : Le Bataillon des lâches (Advance to the Rear) de George Marshall : Capitaine Jared Heath
- 1964 : Le Crash mystérieux (Fate Is the Hunter) de Ralph Nelson : Sam C. McBane (Consolidated Airlines' Director of Engineering & Maintenance)
- 1964 : Dear Heart de Delbert Mann : Harry Mork
- 1965 : Le Mors aux dents (The Rounders) de Burt Kennedy : Ben Jones
- 1965 : Piège au grisbi (The Money trap) de Burt Kennedy : Joe Baron
- 1966 : Paris brûle-t-il ? de René Clément : Lt. Gén. Omar N. Bradley
- 1966 : La Rage de survivre (Rage) de Gilberto Gazcón : Doc Reuben
- 1967 : La Poursuite des tuniques bleues (A Time for Killing) de Phil Karlson : Maj. Charles Walcott
- 1967 : Le Pistolero de la rivière rouge (The Last Challenge) de Richard Thorpe : Marshal Dan Blaine
- 1968 : Le Jour des Apaches de Jerry Thorpe : Lorne Warfield
- 1969 : Smith! de Michael O'Herlihy : Smith
- 1969 : Au paradis à coups de revolver (Heaven with a Gun) de Lee H. Katzin : Jim Killian / Pastor Jim

#### Années 1970
- 1973 : Santee de Gary Nelson : Santee
- 1976 : La Bataille de Midway (Midway) de Jack Smight : RAdm. Raymond A. Spruance
- 1978 : Superman de Richard Donner : Jonathan Kent
- 1979 : Le Visiteur maléfique (Stridulum) de Giulio Paradisi : détective Jake Durham
- 1979 : Le Jour des assassins (Day of the Assassin) : Christakis

#### Années 1980
- 1980 : Virus (Fukkatsu no hi) : Président Richardson
- 1981 : Happy Birthday : Souhaitez ne jamais être invité (Happy Birthday to Me) de J. Lee Thompson : Dr David Faraday
- 1989 : Casablanca Express de Sergio Martino : le major-général Williams
- 1989 : Randado, ville sans loi (Law at Randado) : le shérif John Danaher

#### Années 1990
- 1991 : Raw Nerve (en) de David A. Prior : le capitaine Gavin

### Télévision

#### Téléfilms
- 1970 : La Fraternité ou la Mort (The Brotherhood of the Bell) : le professeur Andrew Patterson
- 1973 : Jarrett (en) : Sam Jarrett
- 1974 : The Disappearance of Flight 412 (en) : le colonel Pete Moore
- 1974 : The Greatest Gift (en) : le révérend Holvak
- 1974 : Punch and Jody (en) : Peter 'Punch' Travers
- 1977 : La Course contre la mort (en) (The 3,000 Mile Chase) : Paul Dvorak / Leonard Staveck
- 1978 : No Margin for Error
- 1978 : Evening in Byzantium : Jesse Craig
- 1979 : The Sacketts (en) : Tom Sunday
- 1979 : Beggarman, Thief (en) : David Donnelly
- 1979 : The Gift : Billy Devlin
- 1986 : My Town : Lucas Wheeler
- 1991 : Final Verdict (en) : le révérend Rogers

#### Séries télévisées
- 1971 : Sam Cade (Cade's County) : Sam Cade
- 1976 : L'Aigle et le Vautour (Once an Eagle) : George Caldwell
- 1975 : The Family Holvak (en) : le révérend Tom Holvak
- 2023 : Titans : Jonathan Kent (caméo archive audio ; saison 4, épisode 9)

### Voix françaises
- Roland Ménard (*1923 - 2016) dans :
  - La Tour blanche
  - Graine de violence
  - Rendez-vous sur l'Amazone
  - Le Procès
  - Mélodie interrompue
  - La Rançon
  - La Vallée de la poudre
  - Le Général casse-cou
  - La Dernière Torpille
  - Tout commença par un baiser
  - La Ruée vers l'Ouest
  - Les Quatre Cavaliers de l'Apocalypse
  - Allô, brigade spéciale
  - Le Grand Duc et l'Héritière
  - Le Bataillon des lâches
  - Piège au grisbi
  - La Poursuite des tuniques bleues
  - Le Pistolero de la rivière rouge
  - Le Jour des Apaches
  - Au paradis à coups de revolver
  - La Fraternité ou la Mort (téléfilm)
  - Sam Cade (série télévisée)
  - L'année Sainte (téléfilm)
  - La Bataille de Midway
  - Superman (1er doublage, version cinéma)
  - Le Visiteur maléfique
  - Le Jour des assassins
  - Virus
  - Happy Birthday : Souhaitez ne jamais être invité

- Raoul Curet (*1920 - 2016) dans :
  - Texas
  - Les Desperados (1er doublage)
  - Gilda
  - Traquée
  - La Peine du talion
  - Les Amours de Carmen
  - Le Maître du gang
  - Le Démon de l'or
  - L'Affaire de Trinidad
  - Règlement de comptes
  - Désirs humains
  - Le Souffle de la violence
  - L'Homme de nulle part
  - 3 h 10 pour Yuma
  - Cow-boy

- Yves Furet (*1916 - 2009) dans :
  - Le Déserteur de Fort Alamo
  - Milliardaire pour un jour

Mais aussi :
- Guillaume Orsat dans Les Desperados[3] (2e doublage, version DVD[3])
- René Arrieu (*1924 - 1982) dans Les Révoltés de la Claire-Louise
- Roger Rudel (*1921 - 2008) dans La première balle tue
- Jean-Claude Michel (*1925 - 1999) dans Le Mors aux dents
- William Sabatier (*1923 - 2019) dans Paris brûle-t-il ?
- Claude Dasset (*1921 - 1989) dans La Rage de survivre
- Richard Leblond (*1944 - 2018) dans Superman[3] (2e doublage, version longue[3])

## Distinctions

### Récompenses
- 1962 : Golden Globe du meilleur acteur dans un film musical ou une comédie pour Milliardaire pour un jour
- Il a une étoile sur le Hollywood Walk of Fame au 6933 Hollywood Boulevard.

### Nomination
- 1959 : Nomination au BAFTA du meilleur acteur étranger pour La Vallée de la poudre (The Sheepman)

### Autre récompense
En 1992, il a été décoré de la Légion d'honneur pour ses faits d'armes durant la Seconde Guerre mondiale.